# Holger Siever

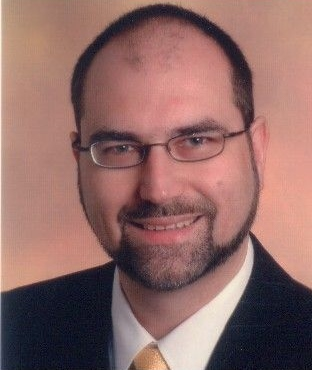
Holger Siever

Holger Siever (* 21. Dezember 1960 in Schwäbisch Hall) ist ein deutscher Übersetzungs- und Sprachwissenschaftler. Er ist Professor für Translationswissenschaft am Fachbereich Translations-, Sprach- und Kulturwissenschaft (FTSK) der Johannes Gutenberg-Universität Mainz in Germersheim. Dort ist er in der Abteilung für Spanische und Portugiesische Sprache und Kultur tätig.

## Leben und wissenschaftlicher Werdegang
Holger Siever studierte von 1980 bis 1986 Übersetzen in den Sprachen Portugiesisch und Spanisch am Fachbereich Translations-, Sprach- und Kulturwissenschaften (FTSK) der Johannes Gutenberg-Universität Mainz in Germersheim. Nach dem Abschluss als Diplom-Übersetzer bekam er zwischen 1987 und 2002 verschiedene Lehraufträge in den Bereichen Interkulturelle Kommunikation und Translationswissenschaft am FTSK und am Fachbereich Fachkommunikation der Fachhochschule Magdeburg.
Im Jahr 2000 promovierte Siever bei Heinz Göhring am FTSK in Germersheim mit der Schrift Kommunikation und Verstehen. Der Fall Jenninger als Beispiel einer semiotischen Kommunikationsanalyse. Seit 2002 ist er wissenschaftlicher Mitarbeiter an der Abteilung für Spanische und Portugiesische Sprache und Kultur des FTSK in Germersheim. 2007 hatte Siever zwischenzeitlich eine Vertretungsprofessur für Spanische Übersetzungswissenschaft am Seminar für Übersetzen und Dolmetschen (SUED) der Ruprecht-Karls-Universität Heidelberg inne.
2009 erfolgte Sievers Habilitation am Institut für Angewandte Linguistik und Translatologie (IALT) der Universität Leipzig mit der Schrift Übersetzen und Interpretation. Die Herausbildung der Übersetzungswissenschaft als eigenständige wissenschaftliche Disziplin im deutschen Sprachraum im Zeitraum von 1960 bis 2000. Im Jahr 2017 wurde er zum außerplanmäßigen Professor des Fachbereichs Translations-, Sprach- und Kulturwissenschaften (FTSK) der Johannes Gutenberg-Universität Mainz in Germersheim ernannt.
Neben seiner Forschungs- und Lehrtätigkeit ist Siever am FTSK außerdem Austauschbeauftragter (für den Raum Spanien) und zuständig für Sprachzeugnisse. Seit 1986 arbeitet er zudem als freiberuflicher Übersetzer mit den Arbeitssprachen Deutsch, Spanisch und Portugiesisch. Seine Fachgebiete sind Wirtschaft, Technik und EDV.

## Forschungsschwerpunkte

### Thematische Schwerpunkte
Siever forscht schwerpunktmäßig auf den folgenden Gebieten:
- Lateinamerikanistische Kulturwissenschaft
- Translationswissenschaft
  - Translationstheorie
  - Translationsdidaktik
  - Translationsgeschichte
  - Translationsphilosophie
- Interkulturelle Kommunikation
- Kultursoziologie
- Semiotik

### Geographische Schwerpunkte
Sievers Forschung konzentriert sich auf die folgenden geographischen Räume:
- Brasilien
- Chile
- Argentinien
- Peru
- Kuba
- Mexiko

## Lehre
Holger Siever war von 1987 bis 1999 Lehrbeauftragter bzw. zeitweise wissenschaftlicher Mitarbeiter am FTSK in Germersheim. Von 1999 bis 2002 war er Lehrbeauftragter an der Fachhochschule Magdeburg. Seit 2002 lehrt er als wissenschaftlicher Mitarbeiter am FTSK. Siever lehrt in den Bereichen Übersetzen (insbesondere „Übersetzen wirtschaftlicher Fachtexte Spanisch – Deutsch“ sowie „Übersetzen technischer Fachtexte Spanisch – Deutsch“), Übersetzungswissenschaft und Interkulturelle Kommunikation.
Neben seinen Lehraufträgen am FTSK und der Fachhochschule Magdeburg übernahm er zwischen 2005 und 2011 auch Kurzzeitdozenturen an verschiedenen Universitäten im Ausland:
- Universidad de Concepción (Chile)
- Universidad de Vitoria-Gasteiz (Spanien)
- Universidad de los Andes (Venezuela) in Mérida

## Mitgliedschaften
Siever ist Mitglied in folgenden Verbänden und Vereinigungen:
- Gründungsmitglied von SIETAR Deutschland (Society for Intercultural Education, Training and Research)

## Publikationen
- Komplexe Translationstheorie – Übersetzen im 21. Jahrhundert. avm Verlag, München (in Bearbeitung)
- Tempora und Modi des Spanischen. zusammen mit Anne Simone Wehberg. Narr, Tübingen 2016, ISBN 978-3-8233-6984-4.
- Übersetzungswissenschaft – Eine Einführung. Narr, Tübingen 2015, ISBN 978-3-8233-6942-4.
- Übersetzen und Interpretation. Die Herausbildung der Übersetzungswissenschaft als eigenständige wissenschaftliche Disziplin im deutschen Sprachraum im Zeitraum von 1960 bis 2000. Peter Lang, Frankfurt am Main 2010, ISBN 978-3-8233-6789-5.
- Übersetzen Spanisch – Deutsch. Ein Arbeitsbuch. 3. Auflage. Narr, Tübingen 2013, ISBN 978-3-8233-6789-5.
- Kommunikation und Verstehen. Der Fall Jenninger als Beispiel einer semiotischen Kommunikationsanalyse. Peter Lang, Frankfurt am Main 2001, ISBN 3-631-45895-9.

### Herausgeberschaft
- Translationswissenschaft in Spanien. avm Verlag, München 2016
- Susanne Klengel, Holger Siever (Hrsg.): Das Dritte Ufer. Vilém Flusser und Brasilien. Kontexte – Migration – Übersetzungen. Königshausen & Neumann, Würzburg 2009, ISBN 978-3-8260-3687-3.
- Eva-Katrin Müller, Holger Siever, Nicole Magnus (Hrsg.): Alterungsprozesse: Reifen – Veralten – Erneuern. Romanistischer Verlag, Bonn 2003, ISBN 3-86143-143-2.
- Andreas F. Kelletat, Holger Siever (Hrsg.): Heinz Göhring: Interkulturelle Kommunikation. Anregungen für Sprach- und Kulturmittler.Stauffenburg, Tübingen 2002, ISBN 3-86057-252-0.

### Aufsätze (Auswahl)
- Translationsbezogener Spracherwerb mit LISST. In: Susanne Hagemann, Julia Neu, Stephan Walter (Hrsg.): Translationslehre und Bologna-Prozess: Unterwegs zwischen Einheit und Vielfalt / Translation/Interpreting Teaching and the Bologna Process: Pathways between Unity and Diversity. TransÜD 87. Frank & Timme, Berlin 2017, S. 259–280.
- Fractalization: the human condition as a translational condition. In: Kobus Marais, Ilse Feinauer (Hrsg.): Translation Studies beyond the Postcolony. Cambridge Scholar Publishing, Newcastle 2017, S. 334–357.
- Metaphern für die Figur des Translators. In: Lavinia Heller, Tomasz Rozmyslowicz (Hrsg.): Translation and intercultural communication. Interdisciplinary perspectives. Proceedings of the 7th EST Conference. Frank & Timme, Berlin 2018 (in Bearbeitung)
- Schleiermacher über Methoden, Zweck und Divination. In: Larisa Cercel, Adriana Serban (Hrsg.): Friedrich Schleiermacher and the Question of Translation. de Gruyter, Berlin 2015, S. 153–172.
- Strategisches Übersetzen – ein didaktisches Modell. In: Barbara Ahrens, Silvia Hansen-Schirra, Monika Krein-Kühle, Michael Schreiber, Ursula Wienen (Hrsg.): Translationswissenschaftliches Kolloquium III. Beiträge zur Übersetzungs- und Dolmetschwissenschaft (Köln-Germersheim). Peter Lang Verlag, Frankfurt 2014, S. 63–80.
- Wo steckt die Bedeutung? Zum informativen Wechselspiel von Syntax und Semantik. In: Felix Mayer, Britta Nord (Hrsg.): Aus Tradition in die Zukunft. Perspektiven der Translationswissenschaft. Festschrift für Christiane Nord. Frank & Timme, Berlin 2013, S. 67–78.
- Paradoxien in der Translationswissenschaft. In: Anne-Kathrin Ende, Susann Herold, Annette Weilandt (Hrsg.): Alles hängt mit allem zusammen. Translatologische Interdependenzen. Festschrift für Peter A. Schmitt. Frank & Timme, Berlin 2013, S. 73–92.
- La traducción estratégica. Zusammen mit Eva Katrin Müller. In: Silke Jansen, Martina Schrader-Kniffki (Hrsg.): La traducción a través de los tiempos, espacios y disciplinas. Franck & Timme, Berlin 2013, S. 293–304.
- Das übersetzerische Denken in Frühromantik und Funktionalismus. In: trans-kom. 5(2012)1, S. 157–177.
- Ist Übersetzen als Verhandeln konzipierbar? Zu Umberto Ecos Quasi dasselbe mit anderen Worten. In: Lebende Sprachen. 57(2012)1, S. 9–27.
- Strategisches Übersetzen. In: Lew Zybatow, Alena Petrova, Michael Ustaszewski (Hrsg.): Translationswissenschaft interdisziplinär: Fragen der Theorie und der Didaktik. Peter Lang, Frankfurt am Main 2012, S. 399–404.
- Die spanischen Verbalperiphrasen. In: Romanistik in Geschichte und Gegenwart. 17,1(2011), S. 71–98.
- Vermeers Intertheorie als mythische Übersetzung. In: Peter A. Schmitt, Susann Herold und Annette Weilandt (Hrsg.): Translationsforschung, Tagungsberichte der LICTRA IX. Leipzig International Conference on Translation & Interpretation Studies vom 19. – 21.05.2010. 2 Bände. Peter Lang, Frankfurt am Main 2011, S. 779–789.
- Der interpretative Blick – oder: Wie man erkennt, dass Maqroll kein Seefahrer ist. In: Gerd Wotjak, Vessela Ivanova, Encarnación Tabares Plasencia (Hrsg.): Translatione via facienda. Festschrift für Christiane Nord zum 65. Geburtstag. Peter Lang, Frankfurt am Main 2009, ISBN 978-3-631-59486-5, S. 315–329.
- Flussers Übersetzungstheorie im Lichte der Translationswissenschaft: Rekontextualisierung als Übersetzungskonzept. In: Susanne Klengel, Holger Siever (Hrsg.): Das Dritte Ufer. Vilém Flusser und Brasilien. Kontexte – Migration –Übersetzungen. Königshausen & Neumann, Würzburg 2009, ISBN 978-3-8260-3687-3, S. 191–205.
- Comunicación Intercultural y Sociolingüística. . In: Núcleo. 18, Nr. 23, 2006, ISSN 0798-9784, S. 105–134.
- Kreativität, Treue und Loyalität oder: Re-traduzindo Rosa para outro idioma. In: Lebende Sprachen. 51, Nr. 4, 2006, ISSN 0023-9909, S. 153–159.
- Wie viel Übersetzungswissenschaft braucht die Germanistik – wie viel Germanistik braucht die Übersetzungswissenschaft? In: Peter Colliander, Doris Hansen (Hrsg.): Übersetzer und Übersetzerkulturen. Meidenbauer, München 2006, ISBN 3-89975-509-X, S. 123–143.
- Kreatives Übersetzen. Ein Erfahrungsbericht. In: Britta Nord, Peter A. Schmitt (Hrsg.): Traducta Navis. Festschrift für Christiane Nord zum 60. Geburtstag. Stauffenburg, Tübingen 2003, ISBN 3-86057-632-1, S. 219–229.
- Geborgte Standpunkte: Theoretische Moden in der Übersetzungswissenschaft. In: Eva-Katrin Müller, Holger Siever, Nicole Magnus (Hrsg.): Alterungsprozesse: Reifen – Veralten – Erneuern. Romanistischer Verlag, Bonn 2003, ISBN 3-86143-143-2, S. 179–193.

### Rezensionen (Auswahl)
- Araceli Marín Presno: Zur Rezeption der Novelle Rinconete y Cortadillo von Miguel de Cervantes im deutschsprachigen Raum. Peter Lang, Frankfurt am Main 2005, ISBN 3-631-54097-3. Rezension in: Iberoromania 65, 2007, S. 134–136.
- Liliana Ruth Feierstein, Vera Elisabeth Gerling (Hrsg.): Traducción y poder. Sobre marginados, infieles, hermeneutas y exiliados. Vervuert, Frankfurt am Main 2008, ISBN 978-84-8489-365-3. Rezension in: Iberoromania 66, 2007, S. 141–143.
- Hella Olbertz: Besprechung von Siever, Holger, “Die spanischen Verbalperiphrasen” RomGG 17/1, 2011, 71-98. In Romanistik in Geschichte und Gegenwart, 18/1 (2012)